# Jane Addams
Laura Jane Addams (ur. 6 września 1860 w Cedarville, zm. 21 maja 1935 w Chicago) – amerykańska socjolożka, pracownica socjalna, feministka, dziennikarka, przewodnicząca Międzynarodowej Ligi Kobiet na rzecz Pokoju i Wolności oraz laureatka Pokojowej Nagrody Nobla za 1931 rok (razem z Nicholasem Butlerem).

## Życiorys

### Młodość
Jane Addams urodziła się 6 września 1860 roku w Cedarville w stanie Illinois. Jej ojciec John Huy Addams przez 16 lat pełnił funkcję senatora stanu Illinois, a także brał udział w wojnie domowej po stronie Północy. Jej matka Sarah Weber zmarła, gdy Addams miała 2 lata.  
W 1882 ukończyła Rockford College for Women, zdobywając bachelor’s degree. W tym samym roku rozpoczęła studia w Women's Medical College w Rockford oraz w Filadelfii, lecz ze względu na operację kręgosłupa i długi okres rekonwalescencji nigdy ich nie skończyła.    

### Działalność społeczna
W 1887 wraz z Ellen G. Starr odwiedziła londyńskie Toynbee Hall, które zainspirowało je do założenia podobnej instytucji w Stanach Zjednoczonych. W 1889 po wydzierżawieniu posiadłości w jednej z najbiedniejszych dzielnic Chicago utworzyły one Hull-House (nazwane na cześć ofiarodawcy Charlesa Hulla) – schronisko dla ubogich, a także centrum kulturalne. 

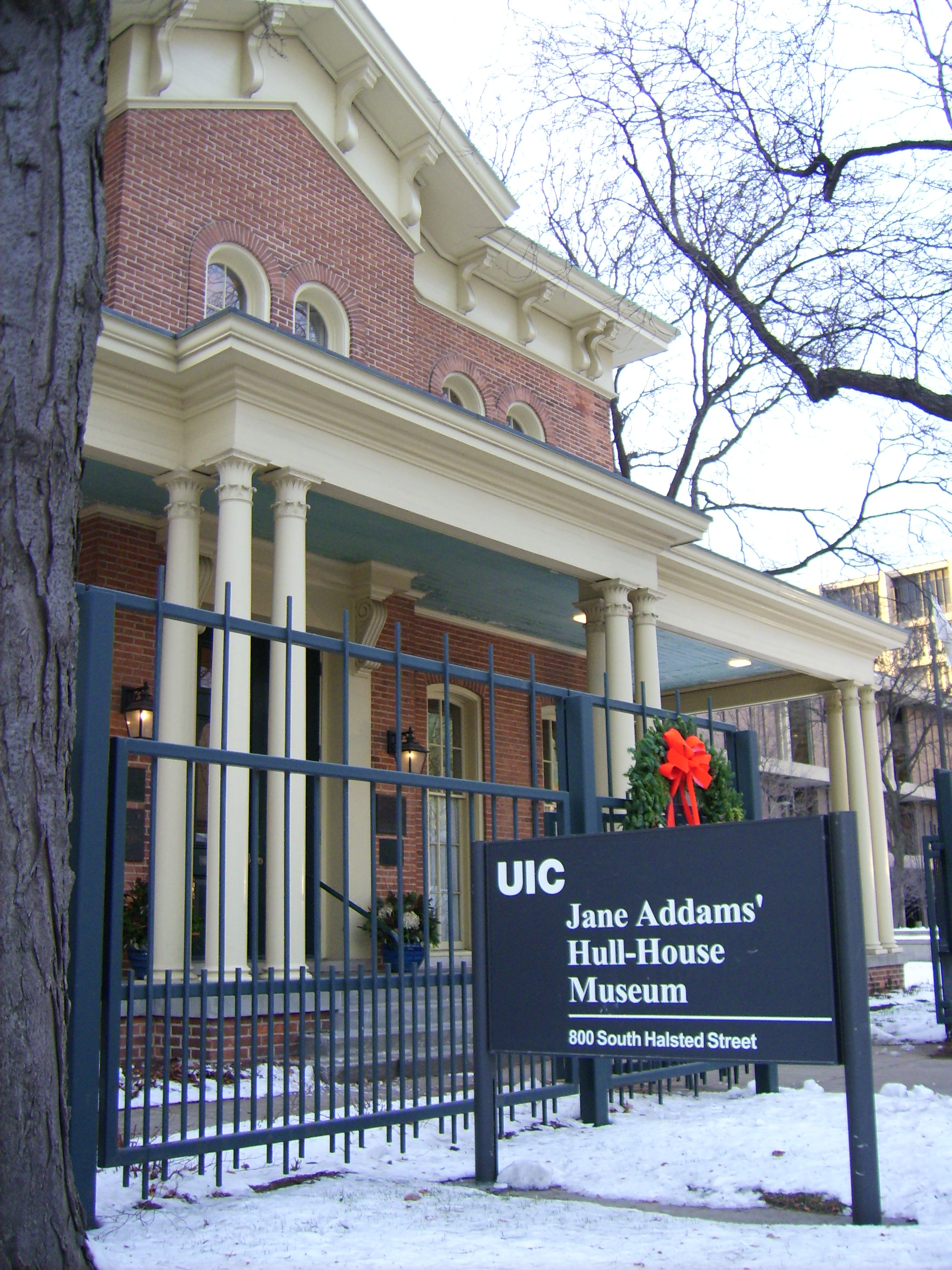
Muzeum, które mieści się w założonym przez Addams Hull-House.

Addams pracowała w administracji stanowej, od 1905 była członkinią władz oświatowych miasta Chicago, a od 1909 pełniła funkcję przewodniczącej rady pomocy społecznej. Za całokształt swojej działalności społecznej w 1910 została, jako pierwsza kobieta, wyróżniona doktoratem honoris causa przez Uniwersytet Yale.  
W 1915 założyła Pokojową Partię Kobiet, którą w tym samym roku reprezentowała na Międzynarodowym Kongresie Kobiet w Hadze. Na kongresie zawiązała się Międzynarodowa Liga Kobiet na rzecz Pokoju i Wolności, której Addams przewodniczyła do 1929. Była zadeklarowaną feministką i opowiadała się za przyznaniem kobietom praw wyborczych. 
Sprzeciwiała się przystąpieniu Stanów Zjednoczonych do I wojny światowej, a także dążyła do jej zakończenia na drodze mediacji. Sześciokrotnie przewodniczyła międzynarodowym konferencjom pokojowym oraz przyczyniła się zwołania konferencji państwa neutralnych, w trakcie której próbowano określić warunki zawarcia pokoju. W 1917 po przystąpieniu Stanów Zjednoczonych do wojny zaangażowała się w działania Herberta Hoovera, pomagając dostarczać żywność dzieciom i kobietom mieszkającym w państwach dotkniętym wojną.
91 razy była nominowana do Pokojowej Nagrody Nobla, którą jako pierwsza Amerykanka i druga kobieta otrzymała w 1931 za działania społeczne na rzecz pokoju (nagrodę dzieliła z Nicholasem Butlerem). Ze względu na zawał serca, który przeszła w 1926 lekarze odradzali jej podróży przez Atlantyk, przez co nie była w stanie samodzielnie odebrać Nagrody

### Śmierć
Zmarła na nowotwór 21 maja 1935 w Chicago, gdzie została pochowana. Po jej śmierci Hull-House został wykupiony przez państwo i stał się pomnikiem kultury narodowej Stanów Zjednoczonych, znajduje się tam muzeum.

## Upamiętnienie
Na cześć Jane Addams nazwano jeden z kraterów na planecie Wenus.

## Publikacje
- Newer Ideals of Peace (1907)
- The Spirit of Youth and the City Streets (1909)
- Twenty Years at Hull-House: With Autobiographical Notes (1910)
- The Long Road of Woman's Memory (1916)
- Peace and Bread in Time of War (1922)
- The Second Twenty Years at Hull-House: September 1909 to September 1929 (1930)
- The Excellent Becomes the Permanent (1932)